# Dire (casa discografica)
La Dire Records, nota più semplicemente come Dire, è una casa discografica italiana.

## Storia
Specializzata in musica jazz, la sede si trovava a Milano; il fondatore e direttore artistico, sino alla sua morte nel marzo 1999, è stato il compositore e musicista Tito Fontana.
Per l'etichetta incisero alcuni dei nomi più noti del jazz italiano, come Renato Sellani, Franco Cerri, Tullio De Piscopo, Enrico Intra, Guido Manusardi, Enrico Pieranunzi, ma anche esponenti del jazz europeo e internazionale come Peter Schmidlin, Hugo Heredia, Don Sebesky, Eddie Daniels.
La quasi totalità degli album pubblicati furono registrati nello Studio 7 di Milano, di proprietà dello stesso Fontana.

## Dischi
La datazione qui riportata si basa sull'etichetta del disco o sulla copertina; qualora nessuno di questi elementi abbia una datazione, è basata sulla numerazione del catalogo; talora è, infine, basata sul codice della matrice di stampa. Se esistenti, sono riportati, oltre all'anno, il mese e il giorno (quest'ultimo dato si trova, a volte, stampato sul vinile).

### 33 giri
| Numero di catalogo | Anno          | Interprete                                      | Titoli                                                          |
| ------------------ | ------------- | ----------------------------------------------- | --------------------------------------------------------------- |
| FO 333             | 1971          | Renato Sellani                                  | Jazz Piano                                                      |
| FO 334             | 1971          | Flavio Ambrosetti                               | Jazz Stars                                                      |
| FO 335             | 1971          | Guido Manusardi                                 | 3                                                               |
| FO 336             | 1971          | Maurizio Lama                                   | La musica di Maurizio Lama                                      |
| FO 337             | 1971          | Renata Mauro                                    | Avrei potuto non fare questo disco, certo, ma forse sarei morta |
| FO 338             | 1971          | Franco Cerri                                    | Franco Cerri Jazz                                               |
| FO 339             | 1971          | Giorgio Azzolini                                | 7 (Big Band)                                                    |
| FO 340             | 1971          | Giancarlo Barigozzi                             | Jazz Quartet                                                    |
| FO 341             | 1972          | Gordon Beck, Ron Mathewson e Daniel Humair      | 9 (Jazz Trio)                                                   |
| FO 342             | 1972          | Cicci Santucci ed Enzo Scoppa                   | 10 (On the underground road)                                    |
| FO 343             | Dicembre 1972 | Franco Ambrosetti                               | The Jazz Live Situation                                         |
| FO 344             | 1976          | Cesare Poggi                                    | Piano Ragtime                                                   |
| FO 345             | 1976          | Alberto Rota                                    | Uomo                                                            |
| FO 346             | 1976          | Sante Palumbo, Paola Orlandi e Bruno De Filippi | Tito Fontana Film Music                                         |
| FO 347             | 1977          | Franco Cerri                                    | Un suo modo di dire                                             |
| FO 348             | 1974          | Mario Rusca                                     | Joyette                                                         |
| FO 349             | 1977          | Claudio Fasoli e Franco D'Andrea                | Jazz Duo                                                        |
| FO 350             | 1978          | Sante Palumbo                                   | Jazz Promotion                                                  |
| FO 351             | 1978          | Zbigniew Namyslowski                            | 1. 2. 3. 4...                                                   |
| FO 352             | 1978          | Pat La Barbera                                  | The Wizard                                                      |
| FO 353             | 1973          | Bruce Johnson                                   | Sea Serpent                                                     |
| FO 354             | 1979          | Franco Cerri                                    | Introducing Dado Moroni                                         |
| FO 355             | 1979          | Franco Ambrosetti e Don Sebesky                 | Franco Ambrosetti & Don Sebesky                                 |
| FO 356             | 1979          | Eddie Daniels                                   | Demoiselle                                                      |
| FO 357             | 1980          | Cesare Poggi                                    | Ragtime and Rags                                                |
| FO 358             | 1980          | Claudio Fasoli                                  | The Meeting                                                     |
| FO 359             | 1980          | Dave Samuels                                    | One Step Ahead                                                  |
| FO 360             | 1981          | Guido Manusardi                                 | Immagini visive                                                 |
| FO 361             | 1981          | Enrico Intra e Franco Cerri                     | Omaggio a Bill Evans                                            |
| FO 362             | 1981          | Ettore Zeppegno                                 | Good Time Flat Blues, Stomps & Others                           |
| FO 363             | 1981          | Dado Moroni                                     | Bluesology                                                      |
| FO 364             | 1982          | Milan Jazz Quartet                              | Oasis                                                           |
| FO 365             | 1982          | Ronnie Cuber e Enrico Pieranunzi                | Inconsequence                                                   |
| FO 366             | 1983          | Alberto Rota                                    | Pagine                                                          |
| FO 367             | 1984          | Guido Manusardi                                 | Dialogo con me stesso                                           |
| FO 368             | 1984          | Jazz Live Trio                                  | Galatea                                                         |
| FO 369             | 1984          | Michał Urbaniak                                 | Recital                                                         |
| FO 370             | 1983          | MIlan Jazz Quartet                              | Travellin'                                                      |
| FO 371             | 1984          | Sergio Fanni, Renato Sellani, Massimo Moriconi  | Sweet Ale                                                       |
| FO 372             | 1984          | Franco Cerri                                    | Franco Cerri Today!                                             |
| FO 373             | 1985          | Banjo Clan                                      | Mediterranean Jazz Feeling                                      |
| FO 374             | 1985          | Franco Cerri e Enrico Intra                     | From Milan to Frankfurt                                         |
| FO 375             | 1984          | Tito Fontana                                    | Jazz Performance                                                |
| FO 376             | 1985          | Femi Bellomo e Mal Waldron                      | Since You've Gone                                               |
| FO 377             | 1985          | Bruno Lauzi                                     | Back to Jazz                                                    |
| FO 378             | 1986          | Manuel De Sica                                  | Con Alma                                                        |
| FO 379             | 1986          | Gianni Basso                                    | Ballads                                                         |
| FO 380             | 1986          | Guido Manusardi e Hugo Heredia                  | Children's Dance                                                |
| FO 381             | 1987          | Dado Moroni                                     | Sound, Sound, Sound                                             |
| FO 382             | 1987          | Tullio De Piscopo                               | Presenta Lalla Morini                                           |
| FO 383             | 1988          | Adrienne West e Dado Moroni                     | Time Will Tell                                                  |
| FO 384             | 1989          | Alfredo Golino                                  | First Flight                                                    |
| FO 385             | 1989          | AA.VV.                                          | Jazz Contest '88                                                |
| FO 386             | 1990          | Franco Cerri                                    | Di jazz in jazz                                                 |
| FO 387             | 1990          | Sante Palumbo                                   | Inno - Temi e Ballate di Alberto Rota                           |
| FO 388             | 1991          | Enrico Intra                                    | The Blues                                                       |
| FO 389             | 1991          | Cesare Poggi                                    | Interpreta Fats Waller                                          |
| FO 390             | 1991          | Michael Michael                                 | Sings Americana                                                 |